# Лондонград (будущий сериал)
«Лондонград» (англ. Londongrad) — будущий сериал HBO об Александре Литвиненко, главную роль в котором сыграет Бенедикт Камбербэтч. Работа над сериалом началась осенью 2021 года.

## Сюжет
Главный герой сериала — сотрудник советских и российских спецслужб Александр Литвиненко, который умер из-за отравления полонием в Лондоне в 2006 году. В основу сценария легла книга Алана Колуэлла «Последний шпион».

## В ролях
- Бенедикт Камбербэтч — Александр Литвиненко, сотрудник КГБ и ФСБ, бежавший из России.

## Производство и премьера
Проект был анонсирован осенью 2021 года. производством занялась компания HBO, главную роль получил Бенедикт Камбербэтч, который стал ещё и исполнительным продюсером. Режиссёром стал Брайан Фогель, сценаристом — Дэвид Скарпа.
Андрей Луговой, которого в Великобритании обвиняют в убийстве Литвиненко, заявил, что идея снять «Лондонград» — проявление «кризиса жанра». Он назвал роль Литвиненко «не самым удачным выбором для фильмографии Камбербэтча» и выразил уверенность в том, что «спасти картину может только Дэниел Крейг» в роли его самого.